# Coelioxys galactiae
Coelioxys galactiae is een vliesvleugelig insect uit de familie Megachilidae. De wetenschappelijke naam van de soort is voor het eerst geldig gepubliceerd in 1962 door Mitchell.